# Storia postale del Regno Unito

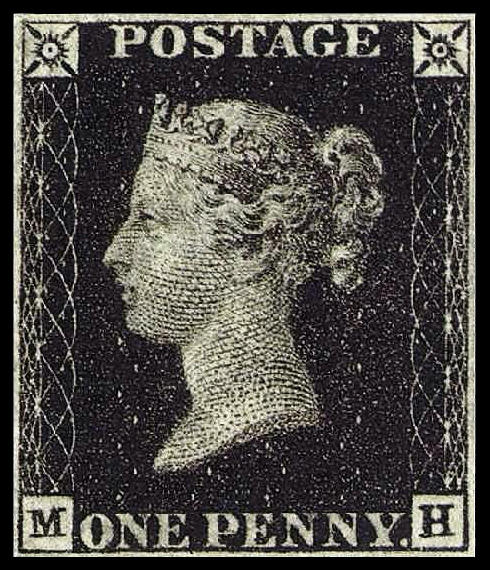
Il primo francobollo del mondo: il Penny Black

La storia postale inglese comincia nel dodicesimo secolo con Re Enrico I d'Inghilterra, che nomina i primi messaggeri per trasportare le lettere reali. Dal 1100 al 1135 le lettere trasportate da questi messaggeri sono circa 4.500. Enrico III d'Inghilterra fornisce i messaggeri di apposite uniformi e Edoardo I d'Inghilterra istituisce le "case di invio", immobili dove i messaggeri possono cambiare i cavalli. Il regno di Edoardo II d'Inghilterra è caratterizzato dall'ideazione delle prime marcature postali; notazioni scritte a mano che incitano alla consegna rapida. Enrico VIII d'Inghilterra nel 1516 istituisce la "Royal Mail" (posta reale), nominando Brian Tuke come amministratore generale. Elisabetta I d'Inghilterra nomina "Postmaster general" Thomas Randolph e Carlo I d'Inghilterra nomina Thomas Witherings. Quest'ultimo nel 1635 mette a disposizione del pubblico la Royal Mail. A partire da questo momento e fino alle riforme postali del 1839 - 1840 era comune che fosse il destinatario a pagare il costo dell'inoltro anche se era sempre possibile pagare anticipatamente la tassa. Nel 1661, Carlo II d'Inghilterra nomina Henry Bishop come "Postmaster General". Per rispondere ai reclami del pubblico per i troppo frequenti ritardi delle lettere, Bishop introduce il timbro postale un piccolo cerchio con il mese ed il giorno all'interno. La prima applicazione avviene a Londra, nell'ufficio postale generale e nella sezione straniera. Presto viene adottato in Scozia ed in Irlanda (Dublino). Negli anni successivi il sistema postale viene ampliato da sei strade e da una rete che copre l'intera nazione; gli uffici postali vengono tutti dotati di proprio timbro postale.

## Le emissioni della Regina Vittoria (1840-1901)
Dopo il 1840, anno in cui venne emesso il Penny Black (celebre primo francobollo della storia), e il suo gemello da 2 penny in azzurro, sono stati emessi con la stessa effigie alcuni altri esemplari, con colori differenti e tecniche più moderne.
Infatti, esclusa una piccola variante nel 1847 con l'emissione di una serie con l'effigie della regina Vittoria inserita in quadranti, del tutto simile tra l'altro alle effigie poste sugli interi postali, vennero riproposti valori con lo stesso impianto del Penny Black, con solo piccole varianti. Tutte le emissioni dei francobolli della Gran Bretagna fino al 1967 avranno sempre la carta filigranata.
Nel 1848 vengono per la prima volta aggiunti i numeri di tavola, piccoli numeri o segni identificativi della tavola di appartenenza del francobollo, posti all'interno del disegno. Le lettere consecutive negli angoli, solo inferiori, prima, poi anche in quelli superiori, identificano la posizione del francobollo nel foglio.
Di seguito sono riportate nella tabella le prime emissioni della Gran Bretagna:
| Data di emissione | Valori | Filigrana                                                                              | note |  |
| ----------------- | --- | -------------------------------------------------------------------------------------- | --- |  |
| 6 maggio 1840     | 1 p. nero e 2 p. azzurro                                                                                                | piccola corona                                                                         | Penny Black e il suo gemello azzurro. Il Penny Black con lettere agli angoli superiori V e R è un raro francobollo di servizio |  |
| 10 febbraio 1841  | 1 p. bruno rosso | piccola corona                                                                         | Detto scherzosamente da qualcuno "Penny Red". È il primo francobollo su carta colorata della storia (carta azzurrata) |  |
| 13 marzo 1841     | 2 p. azzurro | piccola corona                                                                         | aggiunta di modifiche al disegno, carta azzurrata |  |
| 1847/54           | 6 p. violetto, 10 p. bruno rosso e 1 shilling verde                                                                     | Filigrana V R                                                                          | Effigie della regina Vittoria in riquadri diversi, filigrana a lei dedicata. |  |
| 1854/55           | 1 p. bruno rosso e 2 p. azzurro                                                                                         | piccola corona                                                                         | Primi francobolli dentellati di Gran Bretagna, esistono entrambi dentellati 16 e dentellati 14 (più rari) |  |
| 1855              | 1 p. rosso carminio e 2 p. azzurro                                                                                      | grande corona                                                                          | Francobolli precedenti con nuova filigrana e carta più azzurrata. Esistono anch'essi dentellati 16 e dentellati 14 |  |
| 1855/57           | 4 p. rosa (tre tipi), 6 p. violetto, 1 S. verde                                                                         | Fil. Giarrettiera (di tre tipi per il 4 p.) e Fil. Fiori araldici per il 6 p. e l'1 S. | nuovi soggetti, sempre con l'effigie della Regina Vittoria. Senza le lettere negli angoli. |  |
| 1862              | 3 p. rosa, 4 p. arancio (due tavole), 6 p. violetto (2 tavole), 9 p. giallo bruno (due tavole), 1 S. verde (due tavole) | Fil. Giarrettiera (4 p.) e Fil. Fiori araldici (3 p., 6 p., 9 p. e 1 S.)               | Francobolli precedenti e nuovi soggetti, con le lettere negli angoli inferiori e superiori |  |
| 1858/64           | 1 p. rosso carminio e 2 p. azzurro                                                                                      | grande corona                                                                          | L'1 p. è il francobollo con indubbiamente il numero di tavole maggiore, dalla tavola 71 alla tavola 225 (escludendo le tavole 75, 126, 128 che tutt'oggi non sono state rinvenute). La tavola 77 è molto rara. Del 2 p. esistono solo poche tavole (7, 8, 9, 12, 13, 14 e 15). |  |

Dal 1865 in poi sono stati realizzati numerosi francobolli con cornici diverse, utilizzando sempre il volto della Regina Vittoria. I più prestigiosi sono gli alti valori emessi nel 1867/79 da 5 S., 10 S. e 1 Pound, nonché il massimo alto valore da 5 Pound rosso arancio, molto raro. Altre emissioni interessanti nel 1883/84 con una serie organica, composta da 10 più 4 alti valori (con il raro 1 Pound bruno lilla di forma rettangolare, ristampato nel 1888 con filigrana differente).
Nel 1887 viene emessa un'importante serie ordinaria per il Giubileo della Regina Vittoria, 14 valori con tutti i tagli utili per la corrispondenza e un alto valore da 1 Pound verde. La stessa serie verrà poi riproposta per il Re Edoardo VII con effigie centrale cambiata.

## Le emissioni di Edoardo VII (1901-1910)
Durante il regno di Edoardo VII (Edward VII) sono state emesse solo serie ordinarie, in varie tirature a partire dal 1902, con soggetti simili a quelli usati per la serie Giubileo della Regina Vittoria.
Di tutti questi valori si conosce un 2p. non emesso, presente negli archivi delle reali poste inglesi e nella collezione reale della Regina Elisabetta.
Sono stati ripresi anche i soggetti per gli alti valori (4 per i valori in Shillings e il valore da 1 £).

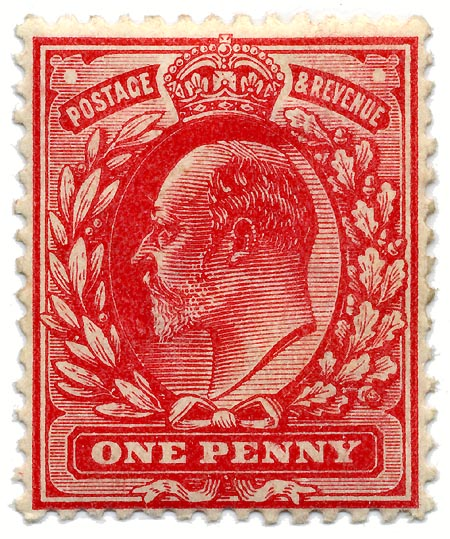
Francobollo da 1p. rosso di Edward VII del 1902.

## Le emissioni di Giorgio V (1910-1936)
Il regno di Giorgio V rappresenta un vero e proprio periodo d'oro per i collezionisti. Include infatti un'enorme varietà di francobolli di ogni genere e per la prima volta illustrazioni più elaborate sostituirono i disegni stereotipati precedentemente utilizzati. Questo periodo include il francobollo di Gibilterra più bello in assoluto, ovvero il KG V da £ 5 emesso nel 1926. I primi francobolli di Giorgio V furono pronti per l'emissione solamente nel giugno 1911, oltre un anno dopo la sua ascensione al trono.
I francobolli emessi durante Re Giorgio V:
- 1912 Re Giorgio V Serie,
- 1918 Re Giorgio V WAR TAX,
- 1921 - 1927 Re Giorgio V,
- 1931 Re Giorgio V Serie,
- 1935 Re Giorgio V Serie,

## Le emissioni di Edoardo VIII (1936)
Per Edoardo VIII fu emessa una sola serie, a causa del suo poco duraturo regno, 4 valori da ½ p., 1 p., 1½ p. e 2½ p., per la quale fu approntata una filigrana apposita con le cifre E8R e piccola corona.

## Le emissioni di Giorgio VI (1936-1952)
Durante il regno di Giorgio VI (George VI) furono emessi, oltre che molti valori ordinari, alcuni valori commemorativi, tra cui i più rappresentativi: l'anniversario del Penny Black, le Nozze d'Argento Reali del 1948 e la serie ordinaria "allegorie".

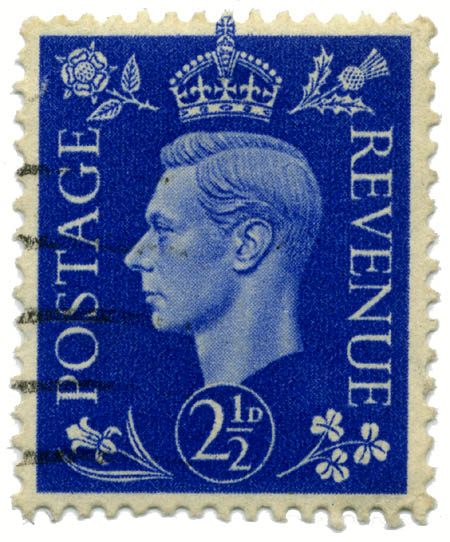
Francobollo della serie ordinaria di Re Giorgio VI

## Le emissioni di Elisabetta II (1952-2022)
La serie che accompagna ormai da moltissimi anni il regno della Regina Elisabetta II è la tipica serie detta "Machin", dal cognome del suo inventore e disegnatore. Un soggetto sobrio e facilmente impiegabile in numerosi valori, colori e formati che riprende di profilo la Regina. Nel 1993 e nel 1997 è stato sperimentato nella variante orizzontale, ma si è preferito ormai il classico formato.
Sempre nel 1993 è stato inventato il sistema di sicurezza "a lunette", interruzioni sui lati verticali della dentellatura con due lunette parallele simmetriche.
Un'altra tecnica di sicurezza è stata usata per realizzare i francobolli degli anni '90 alti valori della serie dei Castelli, composta di valori da 1£, 1.5£, 2£, 3£, 5£, e l'allegoria da 10£, su cui è stato impiegato, per disegnare l'effigie della Regina, un inchiostro cangiante, simile a quello usato nelle banconote, dal rosso al blu-verde. 
Un altro sistema di sicurezza entrato in vigore fino a tutto il 2022 è stato il mantello fluorescente di lettere e cifre apposto sui francobolli ordinari di tipo Machin. Alcuni di essi, a scopi filatelici, recano una lettera che rivela l'origine della distribuzione (da foglio, da libretto, da libretto prestige a tiratura limitata, da minifoglio, da bobina) e talvolta l'anno di emissione (11 che sta per 2011, 12 che sta per 2012 e così via). 
Ultima innovazione della serie è stata realizzare alcuni valori accoppiati con un codice QR per la spedizione, pratica innovativa che sarà ripresa anche in altre serie successive.
La grande varietà di tipi fa si che la serie Machin sia la più lunga e numerosa ordinaria della storia della filatelia.
Recentemente sono stati realizzati francobolli con formati non convenzionali, a forma di frutta e verdura, o riproducenti le copertine dei dischi dei Beatles o anche un francobollo con una superficie da rimuovere tipo gratta e vinci.

## Le emissioni di Carlo III (2023-)
Per quanto riguarda Carlo è stato scelto di approntare una nuova serie ordinaria, diversa dalla Machin, che reca il volto di profilo del sovrano. Alcuni valori sono stati emessi accoppiati a un codice QR per la spedizione. 

## Le filigrane dei francobolli di Gran Bretagna
Elenco delle filigrane di Gran Bretagna con la data del primo utilizzo:
1. 1840 - piccola corona
2. 1847 - cifre V R
3. 1855 - grande corona
4. 1855 - giarrettiera (di tre sottotipi: piccola, media e grande.)
5. 1856 - fiori araldici
6. 1867 - stelo di rosa
7. 1867 - croce di Malta
8. 1870 - "half penny" in corsivo
9. 1882 - ancora (di due tipi: piccola o grande)
10. 1880 - globo con croce
11. 1884 - 3 grandi corone
12. 1912 - "Royal Cypher" con le cifre G R v in corsivo con corona
13. 1912 - "Multi-Cypher" idem, cifre multiple
14. 1913 - Cypher, cifre corsive più grandi e compatte
15. 1924 - "Block Cypher" con le cifre G R v in caratteri lineari
16. 1929 - Cypher in corsivo e grassetto (realizzata per l'alto valore da 1 £ nero nel 1929)
17. 1936 - cifre E R 8 e corona (Re Edoardo VIII)
18. 1937 - cifre G R VI e corona (Re Giorgio VI)
19. 1942 - cifre G R VI e corona, in blocco compatto (realizzata per gli alti valori)
20. 1952 - cifre E R 2 e corona (Regina Elisabetta II) (corona bassa e lunga)
21. 1955 - cifre E R 2 e corona (corona bombata e più stretta)
22. 1958 - tappeto di piccole corone multiple
23. 2002 - cifra 50 coricata (da fogli) o dritta (da libretto) (filigrana speciale per il cinquantenario dell'ascesa al trono della Regina Elisabetta II)

I sistemi di sicurezza delle Poste inglesi sono molteplici, primo fra tutti il sistema di linee verticali di grafite nera al recto, poi le linee verticali di fosforo, il sistema "tutto fosforo", e, come in altri paesi del mondo, la fluorescenza (gialla o bianca).
Recentemente è stato aggiunto un sistema di sicurezza per gli ordinari di tipo Machin, realizzando un mantello di cifre al verso in fluorescenza, molto simile a una filigrana.

## Annulli di Uffici Postali inglesi nel mondo sui primi francobolli di Gran Bretagna
Come la maggior parte dei primi francobolli del mondo delle nazioni europee, anche i francobolli inglesi si possono trovare con annulli di uffici postali all'estero. Per mancanza di francobolli propri gli uffici all'estero utilizzavano francobolli della madre patria, annullandoli con il proprio timbro. Ogni sigla nei timbri inglesi corrisponde al relativo ufficio.
Ecco di seguito riportati tutti gli uffici che hanno utilizzato tali francobolli e dove possibile viene indicata anche la sigla corrispondente (dove non riportata si tratta di annulli con indicata la località in lettere a cerchio o ovali):
- A01 - Kingston (Jamaica)
- A02 - St. John's (Antigua)
- A03 - Jeorgetown (British Guiana)
- A04 - New Amsterdam (British Guiana)
- A05 - Nassau (Bahamas)
- A06 - Belize (British Honduras)
- A07 - Dominica
- A08 - Montserrat
- A09 - Charlestown, Nevis (St.Kitts-Nevis)
- A10 - Kingstown (St. Vincent)
- A11 - Castries (St. Lucia)
- A12 - Basse-Terre, St.Christopher (St. Kitts-Nevis)
- A13 - Tortola (Virgin Islands)
- A14 - Scarborough, Tobago (Trinidad and Tobago)
- A15 - St. George (Grenada)
- A18 - English Harbour (Antigua)
- M o A25 - Malta (l'annullo numerale più comune tra questi. La lettera "M" è molto più rara)
- annullo "Wavy Lines" - Malta
- G o A26 - Gibilterra (l'annullo numerale è abbastanza comune. La sola lettera "G" è più rara)
- da A27 ad A78 - località della Jamaica
- da A80 ad A99, B03, B12, B56, B57, C79, D26 - Navi postali (Mailboats)
- annulli di Abutshi e Akassa per il Niger Company Territories (Nigeria)
- Ascension
- B01 - Alexandria (Egitto)[2]
- B02 - Suez (Egitto)
- B32 - Buenos Aires (Argentina) (raro)
- B53 - Mauritius
- B62 - Hong Kong (sono noti moltissimi annulli anche a cerchio)[3]
- B64 - Seychelles
- annullo Benin e Benin River, Niger Coast Protectorate (Nigeria)
- annullo Bonny e Bonny River, Niger Coast Protectorate (Nigeria)
- annullo Brass River, Niger Coast Protectorate (Nigeria)
- annullo British Army Post Office Egypt
- annullo Burutu, Niger Company Territories (Nigeria)
- C (Costantinopoli) (Levante inglese)
- C28 - Montevideo (Uruguay) (raro)
- C30 - Valparaiso (Cile)
- C35 - Panama (Colombia)
- C36 - Arica (Perù)
- C39 - Cobija (Bolivia)
- C40 - Coquimbo (Cile)
- C41 - Guayaquil(Ecuador)
- C42 - Islay (Perù)
- C43 - Paita (Perù)
- C51 - St. Thomas (Danish West Indies - Indie danesi)
- C56 (o 65) - Carthagena (Colombia)
- C57 - Greytown (Nicaragua)
- C58 - Havana (Cuba)
- C59 - Jacmel (Haiti)
- C60 - La Guayra (Venezuela)
- C61 - San Juan (Porto Rico)
- C62 - Santa Marta (Colombia)
- C63 - Tampico (Messico)
- C81 - Bahia (Brasile)
- C82 - Pernambuco (Brasile)
- C83 - Rio de Janeiro (Brasile)
- C86 - Porto Plata (Repubblica Dominicana)
- C87 - Santo Domingo (Repubblica Dominicana)
- C88 - Santiago de Cuba (Cuba)
- annullo Crimea (Corpi militari inglesi in Crimea)
- D22 - Ciudad Bolivar (Venezuela)
- D65 - Pisagua (?) (Perù) (raro)
- D74 - Isole di Pisco e Chincha (Perù)
- D87 - Iquique (Perù)
- E53 - Port-au-Prince (Haiti)
- E88 - Colon (Colombia)
- annullo Egypt (corpi militari mobili in Egitto)
- F69 - Savanilla (Colombia)
- F83 - Arroyo (Porto Rico)
- F84 - Aguaddilla (Porto Rico)
- F85 - Mayaguez (Porto Rico)
- F87 - Smyrna (Levante inglese)
- F88 - Ponce (Porto Rico)
- annullo di Forcados River, Niger Coast Protectorate (Nigeria)
- G06 - Beyrout (Levante inglese)
- annullo Ionian Islands (Isole Ionie)
- annullo di Lokoja, Niger Company Territories (Nigeria)
- annullo Old Calabar River, Niger Coast Protectorate (Nigeria)
- annullo di Opobo River Niger Coast Protectorate (Nigeria)
- annullo "S" Stamboul (Levante inglese)
- annullo "Salonica" (Egeo)
- annulli South Africa (Corpi militari in Sud Africa, sono noti francobolli inglesi annullati fino al 1900 ed oltre)

Solo numero:
- "247" - Fernando Poo
- "582" - Naguabo (Porto Rico)
- "942", "969", "974", "975", "981", "982" - Cipro

I francobolli con questi annulli hanno anche notevoli plusvalori.

## Annulli di Uffici Postali inglesi militari sui francobolli di Gran Bretagna
Le truppe in forza all'estero erano dotate di particolari timbri tondi o ovali con la dicitura Field Post.
- annullo tondo - Tanger - Field Post - Usato in Marocco nella Seconda Guerra Mondiale
- annullo ovale - Tanger
- annullo tondo - Czechoslovak Field Post - C.S.F.P. - Usato dalle forze inglesi in Cecoslovacchia nella Seconda Guerra Mondiale.
- annullo tondo - Field Post - con numero progressivo del corpo. Per la difficoltà di individuare l'esatta ubicazione dello specifico battaglione in fase di movimento è spesso essenziale l'intera lettera perché l'annullo abbia una giusta valutazione di rarità. Malgrado questo molti numeri sono comuni e poco interessanti, altri sono assai rari e ricercati.

## Le Poste Inglesi nell'Africa Italiana
Con il rapido evolversi degli eventi nella seconda guerra mondiale nell'Africa Italiana e la progressiva occupazione dei territori da parte delle truppe inglesi, fu indispensabile l'emissione di speciali francobolli da usare nelle zone di guerra.
La prima emissione ufficiale realizzata dalle forze occupanti inglesi fu per il M.E.F. (Middle East Forces), ovvero Forze del Medio Oriente) nel 1942, soprastampando i francobolli ordinari di Re Giorgio VI. Esistono francobolli soprastampati a Nairobi (1941) (rari), a Il Cairo (1942) e a Londra (1943 al 1947) (più comuni).
In seguito vennero realizzate per ogni ex colonia italiana speciali emissioni e soprastampe:
ERITREA
- 1948/49 - B.M.A. ERITREA - Serie di 13 valori ordinari + 5 segnatasse
- 1950 - B.A. ERITREA - Serie di 13 valori ordinari + 5 segnatasse
- 1951 - B.A. ERITREA - Serie di 7 valori ordinari

SOMALIA
- 1943 - E.A.F. (East Africa Forces - Forze dell'Africa Orientale) - Serie di 9 valori ordinari
- 1948 - B.M.A. SOMALIA - Serie di 11 valori ordinari
- 1950 - B.A. SOMALIA - Serie di 11 valori ordinari

TRIPOLITANIA
- 1948 - B.M.A. TRIPOLITANIA - Serie di 13 valori ordinari + 5 segnatasse
- 1950 - B.A. TRIPOLITANIA - Serie di 13 valori ordinari + 5 segnatasse
- 1951 - B.A. TRIPOLITANIA - Serie di 8 valori

Nel 1951 la Libia ottenne l'indipendenza e questi francobolli persero validità postale.
Oltre a queste emissioni ufficiali, nel 1941 furono approntati dalle prime truppe occupanti alcuni valori della serie di Africa Orientale Italiana, soprastampati con un nuovo valore e "British occupation" (9 valori). Oltre ai francobolli di questa serie, vennero anche soprastampate alcune marche da bollo generali per le Colonie italiane, con "Postage" e "British occupation" (11 valori, di cui del 10 centesimi e del 20 lire si conoscono solo pochissimi esemplari). Queste due emissioni non ufficializzate sono molto pericolose per i falsi, a causa della soprastampa facilmente riproducibile. Della serie soprastampata dell'A.O.I. esistono anche varietà ed errori ricorrenti nel foglio.

## L'uso commerciale dei francobolli inglesi
Oltre all'uso commerciale consueto per tutti i paesi del mondo, con la perforazione di lettere o sigle, le poste della Gran Bretagna hanno perforato i propri francobolli per uso di servizio per il commercio, con la Corona e le lettere "B.T", dal 1859 (Regina Vittoria) al 1904 (Re Edoardo VII).
Tutti i francobolli inglesi, essendo validi per l'uso postale ma anche come marche da bollo (for Revenue), come recita la chiara dicitura "Postage & Revenue" sulla maggioranza dei francobolli ordinari, furono regolarmente utilizzati per usi fiscali, annullati a penna o con dei timbri privati, o perfino sovrastampati con sigle e scritte.
Sono note numerose sovrastampe private di aziende e banche, non solo in lingua inglese ma anche in lingua araba.
Il valore dei francobolli usati fiscalmente si riduce sensibilmente, dato che, specie gli alti valori, venivano usati più frequentemente per questo fine (registro di merci, patenti, contratti, atti vari). La tendenza a deprezzare i francobolli usati fiscalmente sta però recentemente scomparendo, a causa della impossibilità di recuperare sul mercato filatelico pezzi usati regolarmente per posta che spesso sono assai rari o danneggiati, specie per quanto riguarda le colonie inglesi. Per le colonie inglesi infatti esistono dei francobolli con facciale altissimo, che sono rarissimi usati con timbri postali.

## Francobolli telegrafici e telefonici
Sotto il regno della Regina Vittoria furono emessi numerosi francobolli per lo speciale uso telegrafico, che venivano apposti e timbrati sulle ricevute. Oltre che per i telegrafi civili, furono poi approntate alcune serie per i telegrafi militari, usati in patria o in Egitto e nel Bechuanaland (Serie del 1896). Alcuni esemplari sono molto rari.
Oltre ai francobolli telegrafici, furono approntati in patria alcuni francobolli specifici per il telefono, realizzati da una ditta esterna alla Royal Mail, con l'effigie di Robert Raynsford Jackson nel 1884. Furono di norma impiegati sulle ricevute, e il loro utilizzo non fu molto duraturo.

## Erinnofili pubblicitari
Vennero realizzate in epoca vittoriana da alcune ditte private di articoli per la cura della persona o servizi vari, riproduzioni di francobolli ordinari e marche fiscali con l'effigie della regina. Alcune furono create per le opere di beneficenza. Non ebbero uso postale.
Anche nelle colonie inglesi furono approntate alcune di queste curiosità pubblicitarie.